# Lasiophila
Lasiophila är ett släkte av fjärilar. Lasiophila ingår i familjen praktfjärilar.

## Bildgalleri

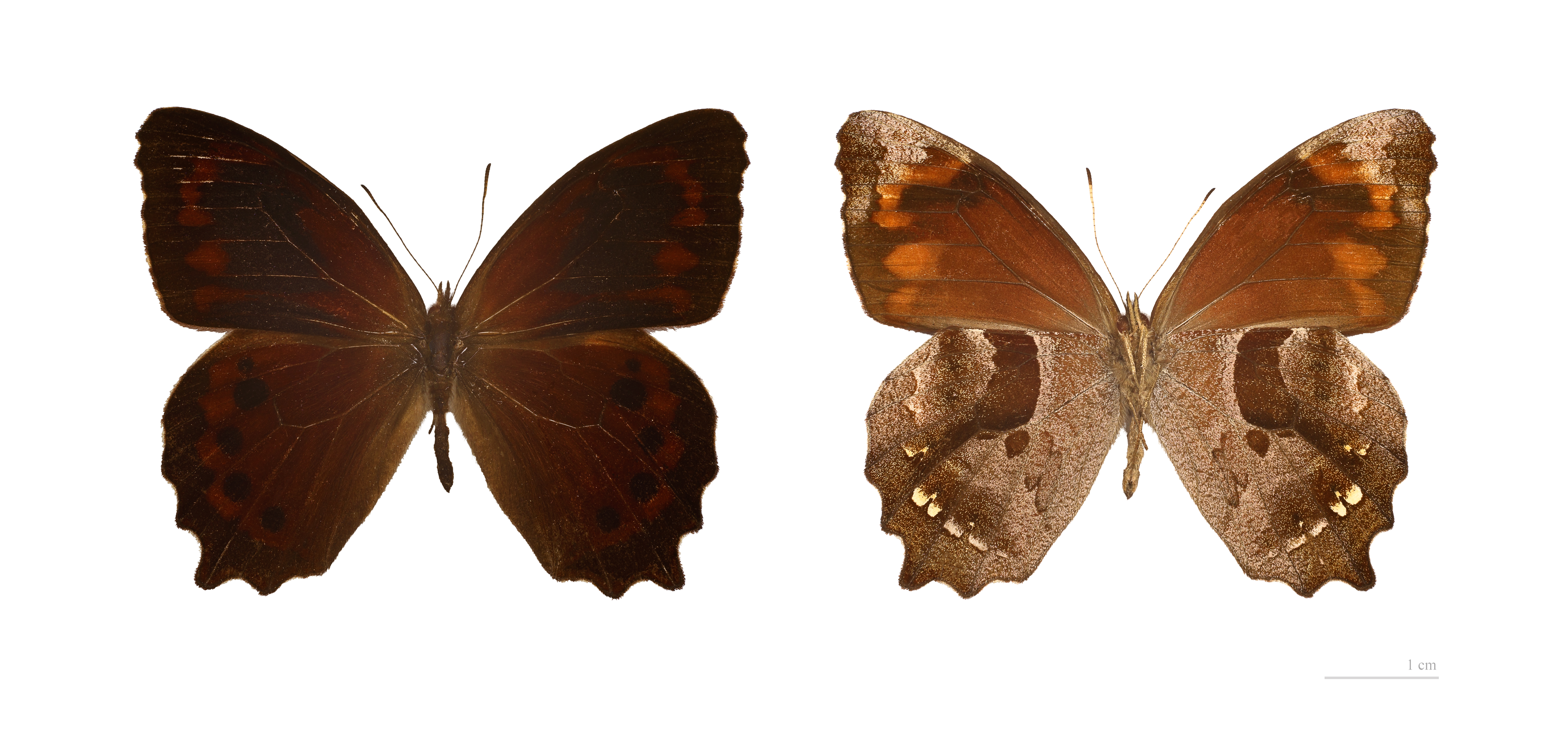

## Dottertaxa tillLasiophila, i alfabetisk ordning[1]
- Lasiophila alkaios
- Lasiophila behemot
- Lasiophila circe
- Lasiophila ciris
- Lasiophila cirta
- Lasiophila cnephas
- Lasiophila confusa
- Lasiophila diducta
- Lasiophila dirempta
- Lasiophila gita
- Lasiophila hewitsonia
- Lasiophila intercepta
- Lasiophila manaurera
- Lasiophila munda
- Lasiophila neda
- Lasiophila orbifera
- Lasiophila orbilia
- Lasiophila palades
- Lasiophila parthyene
- Lasiophila persepolis
- Lasiophila phalaesia
- Lasiophila piscina
- Lasiophila praeneste
- Lasiophila prosymna
- Lasiophila pura
- Lasiophila regia
- Lasiophila semipartita
- Lasiophila sombra
- Lasiophila zapatoza
- Lasiophila zarathustra